# Список паровых канонерских лодок Российского императорского флота
В список включены паровые канонерские лодки, состоявшие на вооружении Российского императорского флота.

## Легенда
Список судов разбит на разделы по флотам, внутри разделов суда представлены в порядке очерёдности включения их в состав флота, в рамках одного года — по алфавиту. Ссылки на источники информации для каждой строки таблиц списка и комментариев, приведённых к соответствующим строкам, сгруппированы и располагаются в столбце Примечания.
Таблица:
- Наименование — имя судна.
- Количество орудий — количество артиллерийских орудий, установленных на судне. В случае, если судно в разное время было вооружено различным количеством орудий, значения указываться через знак «/».
- Водоизмещение — водоизмещение судна в тоннах.
- Мощность — мощность паровой машины, установленной на судне.
- Скорость — максимальная скорость судна в узлах.
- Размер — длина и ширина судна в метрах.
- Осадка — осадка судна (глубина погружения в воду) в метрах.
- Верфь — место постройки судна.
- Корабельный мастер — фамилия мастера, построившего судно или руководившего его постройкой.
- История службы — основные места, даты и события.
- н/д — нет данных.

Сортировка может проводиться по любому из выбранных столбцов таблиц, кроме столбцов История службы и Примечания.

## Список лодок Балтийского флота
В разделе приведены все канонерские лодки, входившие в состав Балтийского флота России.
| Наименование | Ор. | Вод.    | Размер       | Ос.  | Мощ.  | Скор. | Верфь                     | Мастер                                          | Вх.  | Вых. | История службы | Пр.         |
| ------------ | --- | ------- | ------------ | ---- | ----- | ----- | ------------------------- | ----------------------------------------------- | ---- | ---- | --- | ----------- |
| Стерлядь     | 3   | 179     | 33,53 х 5,94 | 1,88 | 57,7  | 6,75  | Абовская верфь            | Сведений о корабельных мастерах не сохранилось. | 1854 | 1871 | Была разоружена и сдана к порту в Кронштадте 3 (15) марта 1869 года. По окончании службы была исключена из списков судов флота и сдана на слом. | [ 1 ] [ 2 ] |
| Молния       | 1—4 | 170/173 | 33,9 х 6,1   | 1,88 | 70—80 | 7—9   | верфь «Галерный островок» | Иващенко                                        | 1855 | 1880 | Во время тимберовки в 1864 году на лодке были заменены паровые котлы. Была разоружена и сдана к порту в Кронштадте 3 (15) марта 1869 года. По окончании службы с лодки была снята паровая машина, она была исключена из списков судов флота и переоборудована в рейдовое плавсредство. | [ 1 ] [ 3 ] |
| Туман        | 1—4 | 170/173 | 33,9 х 6,1   | 1,88 | 70—80 | 7—9   | верфь «Галерный островок» | Иващенко                                        | 1855 | 1866 | По окончании службы с лодки было снято вооружение, она была исключена из списков судов флота и продана на слом. | [ 1 ] [ 3 ] |

### Комментарии
1. ↑  68-фунтовые бомбические пушки на деревянных поворотных платформах.
2. ↑  110 футов x 19 футов 6 дюймов.
3. ↑  2 (14) мая 1854 года.
4. ↑  26 августа (7 сентября) 1871 года.
5. 1 2  75 лодок, построенных по одному проекту, тип «Молния».
6. ↑  Вооружение канонерских лодок этого типа периодически менялось. Так на момент 1862 года на 35 лодках было установлено по две 68-фунтовых пушки № 2 и по одной 36-фунтовой пушке № 1, а на 40 лодках — по две 68-фунтовых пушки № 2 и по одной 30-фунтовой пушке № 1. К 1866 году из 2-й группы исключены 3 канонерские лодки. На момент 1867 года на 21 лодке было установлено по одной 68-фунтовой пушке № 1, на 28 лодках по две 60-фунтовых пушки № 2 и по одной 30-фунтовых пушке № 1. К середине 1860-х годов со многих лодок этого типа крупнокалиберные пушки были сняты и переданы в порт на хранение, а на суда было установлено от 2 до 4 мелкокалиберных орудий, либо вообще не устанавливалось вооружение.
7. ↑  108 футов x 20 футов 9,5 дюймов.
8. ↑  6 (18) марта 1855 года.
9. ↑  13 (25) декабря 1880 года.
10. ↑  2 (14) апреля 1855 года.
11. ↑  30 июля (11 августа) 1866 года.